# Royal Aircraft Factory B.E.2

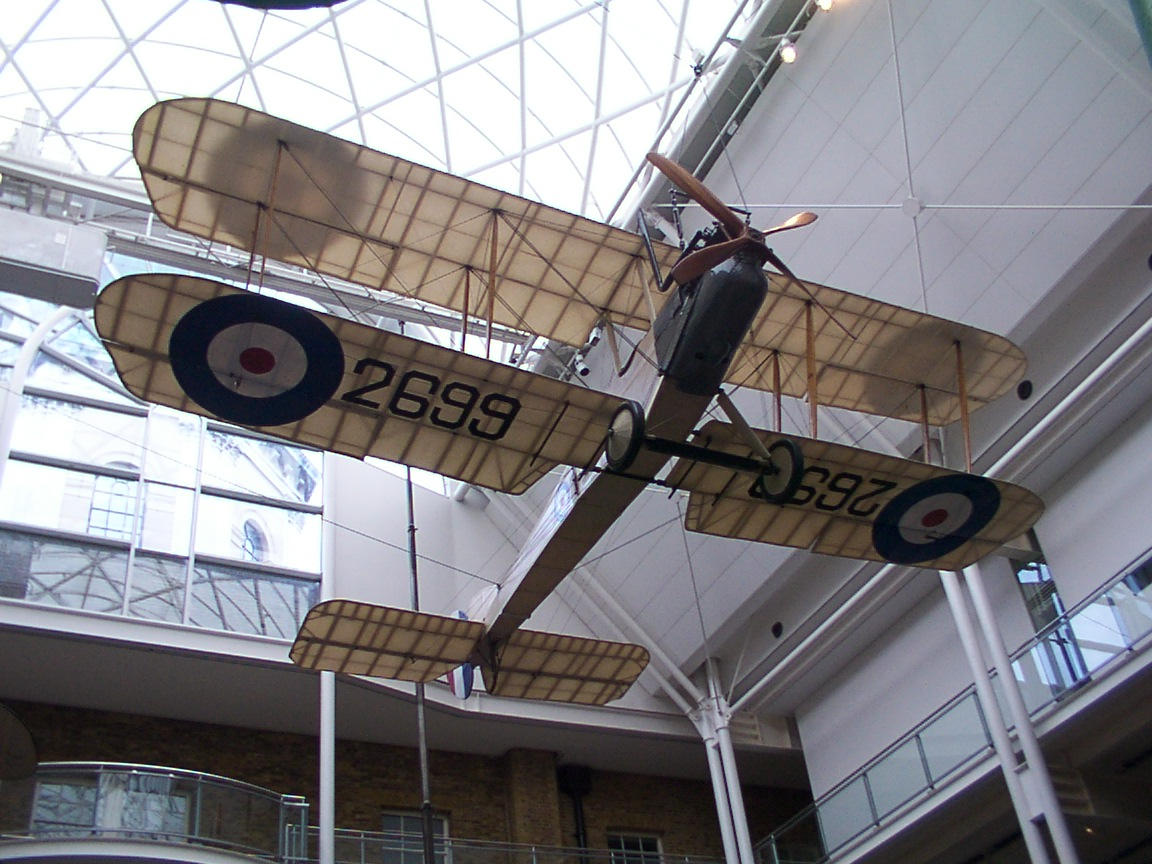
2699 a Royal Aircraft Factory B.E.2

Royal Aircraft Factory B.E.2 — двухместный двухстоечный биплан деревянной конструкции; фюзеляж — обтянутый полотном деревянный каркас.
Самолет Ройал Эйркрафт Фэктори B.E.2 был построен на одноимённом заводе Великобритании с участием английского авиаконструктора Джефри де Хевилленда. Обозначение B.E.2 было сформулировано в соответствии с системой, разработанной О'Горманом[en], классифицирующей самолеты по компоновке: B.E. означало экспериментальный самолет фирмы Blériot (англ. Blériot Experimental) и использовалось для самолетов тракторной конфигурации[en] (хотя на практике все типы B.E. были бипланами, а не типичными для компании монопланами).
Первый полёт совершил в феврале 1912 г. 
B.E.2 был первым британским самолетом, принявшим участие в боевых действиях во Франции в начале Первой мировой войны. Использовался в качестве истребителя, разведчика, лёгкого бомбардировщика и учебного самолёта (последнее — до 1925 г.). Самолёт стоял на вооружении стран Великобритании, Австралии, Бельгии, Норвегии; до 1918 г. 
Всего произведено около трёх с половиной тысяч различных версий самолёта B.E.2.

## Тактико-технические характеристики
Технические характеристики
- Экипаж: 2 человека
- Длина: 8,31 м
- Размах крыла: 12,42 м
- Высота: 3,66 м
- Площадь крыла: 33,44 м²
- Масса пустого: 649 кг
- Максимальная взлётная масса: 953 кг
- Силовая установка: 1 × рядный поршневой RAF 1a
- Мощность двигателей: 1 × 90 л.с. (1 × 67 кВт)

Лётные характеристики
- Максимальная скорость: 145 км/час у земли
- Практический потолок: 2 745 м

Вооружение
- Стрелково-пушечное: 1 × 7,7 мм пулемёт Льюиса с ручным переносом из одной фиксированной позиции в другую
- Бомбы: лёгкие бомбы на подфюзеляжных бомбодержателях